# تعليم اللغات بمساعدة الحاسب الآلي

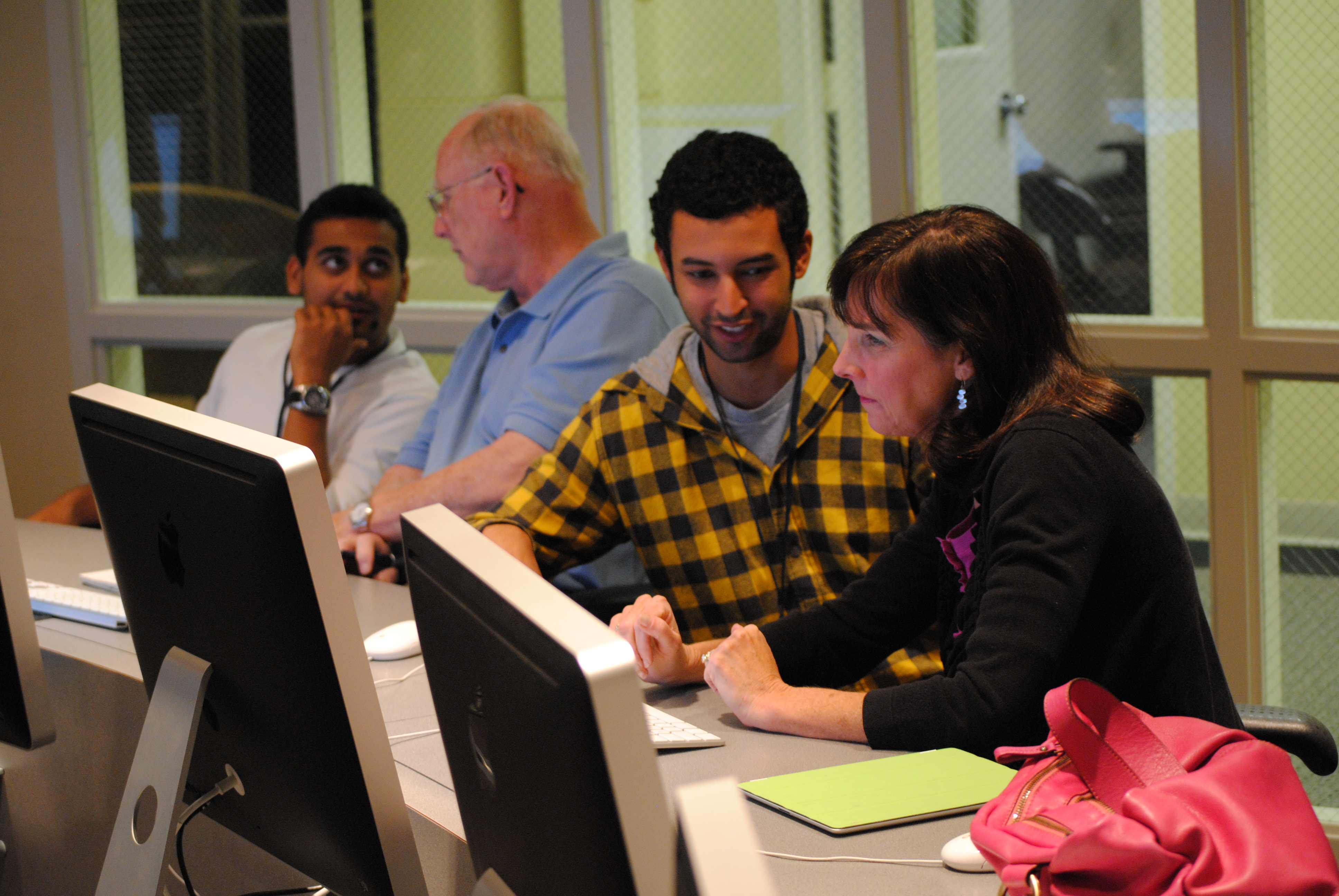

تعليم اللغة بمساعدة الحاسب الآلي (Computer-Assisted Language Learning, CALL) هو أحدُ فروع حقل التعليم بمساعدة الحاسب الآلي (Computer-Assisted Learning). والتدريس بمساعدة الحاسب الآلي وكذلك تعليم اللغات بمساعدةِ الحاسب الآلي تطبيقان من تطبيقات علم الذكاء الاصطناعي (Artificial Intelligence) وهو العلم الذي يسعى لجعل الآلة تقوم بما يقوم به البشر.
بدأت طريقة تعليم اللغة بمساعدة الحاسب الآلي في الستينيات من القرن العشرين بالولايات المتحدة الأمريكية. وكان أول مشروع لاستخدام الحاسب الآلي في تعليم اللغات قد جرى بجامعة ستانفورد بولاية فلوريدا الأمريكية. تأثرت المشروعات الأولى لتعليم اللغة بمساعدة الحاسب الآلي بنظريات علم النفس والمتمثلة بنظرية السلوك التي كانت تسيطر على تعليم اللغة واكتسابها، وهي النظرية التي تنظر إلى اكتساب اللغة على أنها علاقة محفز واستجابة (Stimilus-Response) فكانت تطبيقات اللغة بمساعدة الحاسب الآلي في الستينيات والسبعينيات جميعها تسمى التطبيقات السلوكية لتعليم اللغة بمساعدة الحاسب الآلي (لاث). كانت تلك التطبيقات ترتكز على التدريب، والتكرار.
في عقد السبعينيات من القرن ذاته، أدى تغير نظرية اكتساب اللغة وتحولها من سيطرة علم السلوك إلى النظر فيما وراء ذلك من عمليات عقلية تحكم طريقة اكتساب البشر للغة (انظر نظرية النحو الكلي 1965) وغيرها من النظريات اللغوية كتلك التي صاغها المفكر الأمريكي نعوم تشومسكي أدت إلى التحول في تعليم اللغة الإنجليزية بمساعدة الحاسب الآلي.